# Osteocondroma

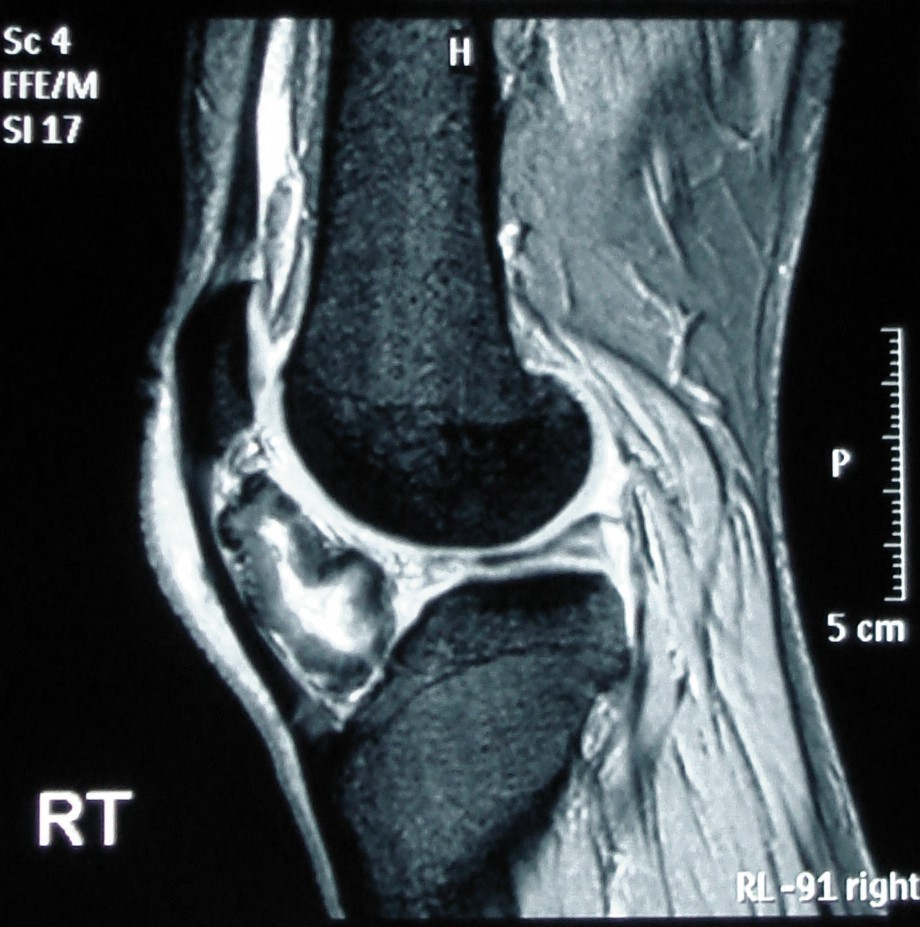
MRI di Osteocondroma

L'osteocondroma  è la neoplasia (tumore) ossea di forma benigna più comune nella popolazione umana. Le ossa più colpite sono il femore distale, la tibia prossimale e l'omero prossimale, più raramente si sviluppa nella scapola e nel bacino. La sua forma maligna è quasi sempre il condrosarcoma, ma la sua eventuale trasformazione avviene esclusivamente in età adulta, in una percentuale di casi che, tuttavia, è estremamente bassa (1%).

## Epidemiologia
Si diagnostica soprattutto alla fine dell'adolescenza dell'individuo, intorno al secondo decennio di età, poiché la crescita ossea dell'osteocondroma è ben visibile e spesso porta problemi e fastidi durante i movimenti. Colpisce in prevalenza i maschi con un rapporto doppio.

## Tipologia
La forma più grave viene chiamata esostosi multiple ereditarie, dove si può evolvere nella forma maligna.
A causa di una maggiore presenza di esostosi, la probabilità di evoluzione di una è maggiore.

## Sintomatologia
L'osteocondroma quando diventa maligno provoca dolore osseo, e si evolve solo dopo che l'individuo raggiunge la maturità scheletrica, in età adulta.

## Terapia
L'escissione marginale è il trattamento di scelta, raramente si manifesta nuovamente una volta trattato.